# David Warbeck
David Warbeck, all'anagrafe David Mitchell (Christchurch, 17 novembre 1941 – Londra, 23 luglio 1997), è stato un attore neozelandese.
È noto principalmente per aver interpretato molti film appartenenti al cinema di genere italiano. Ha lavorato con registi quali Lucio Fulci, Umberto Lenzi, Enzo G. Castellari e Antonio Margheriti.

## Biografia
Laureatosi alla Royal Academy of Dramatic Art, David Warbeck esordì nel cinema nel 1969, interpretando il ruolo di Robin Hood in Wolfshead: The Legend of Robin Hood. Nel 1971 interpretò un piccolo, ma memorabile ruolo nel film Giù la testa, diretto da Sergio Leone. Nel 1973 fu diretto da Russ Meyer in Carne cruda, mentre nel 1981 interpretò la parte del protagonista maschile in ...e tu vivrai nel terrore! - L'aldilà di Lucio Fulci.
È morto nel 1997, a causa di un tumore.

## Filmografia parziale
- Wolfshead: The Legend of Robin Hood, regia di John Hough (1969)
- Uccidi uccidi, ma con dolcezza (My Lover My Son), regia di John Newland (1970)
- Il terrore di Londra (Trog), regia di Freddie Francis (1970)
- Giù la testa, regia di Sergio Leone (1971)
- Le figlie di Dracula (Twins of Evil), regia di John Hough (1971)
- Carne cruda (Black Snake), regia di Russ Meyer (1973)
- Il buio macchiato di rosso (Craze), regia di Freddie Francis (1974)
- Cipolla Colt, regia di Enzo G. Castellari (1976)
- Il comune senso del pudore, regia di Alberto Sordi (1976)
- L'ultimo cacciatore, regia di Antonio Margheriti (1980)
- Black Cat (Gatto nero), regia di Lucio Fulci (1981)
- ...e tu vivrai nel terrore! - L'aldilà, regia di Lucio Fulci (1981)
- Fuga dall'arcipelago maledetto, regia di Antonio Margheriti (1982)
- I cacciatori del cobra d'oro, regia di Antonio Margheriti (1982)
- Lassiter lo scassinatore (Lassiter), regia di Roger Young (1984)
- I sopravvissuti della città morta, regia di Antonio Margheriti (1984)
- Miami Golem, regia di Alberto De Martino (1985)
- 7, Hyden Park - La casa maledetta, regia di Alberto De Martino (1985)
- L'isola del tesoro, regia di Antonio Margheriti (1987)
- Quella villa in fondo al parco, regia di Giuliano Carnimeo (1988)
- Domino, regia di Ivana Massetti (1988)
- Karate Rock, regia di Fabrizio De Angelis (1990)
- Fuga da Kayenta, regia di Fabrizio De Angelis (1991)
- Hornsby e Rodriguez - Sfida criminale, regia di Umberto Lenzi (1992)
- Il ragazzo dal kimono d'oro 4, regia di Fabrizio De Angelis (1992)
- Il ragazzo dal kimono d'oro 5, regia di Fabrizio De Angelis (1992)
- Attrazione pericolosa, regia di Bruno Mattei (1993)
- Un vampiro a Miami, regia di Fabrizio De Angelis (1993)
- Il ragazzo dal kimono d'oro 6, regia di Fabrizio De Angelis (1993)
- Fatal Frames - Fotogrammi mortali, regia di Al Festa (1996)
- Favola, regia di Fabrizio De Angelis – film TV (1996)
- Sudden Fury, regia di Darren Ward (1997)

## Pubblicità
- Fiat Regata  (1983)

## Doppiatori italiani
- Gino La Monica in Le figlie di Dracula, Black Cat (Gatto nero), ...e tu vivrai nel terrore! - L'aldilà
- Giancarlo Maestri in I cacciatori del cobra d'oro, I sopravvissuti della città morta
- Antonio Colonnello in 7 Hyden Park - La casa maledetta, Quella villa in fondo al parco
- Cesare Barbetti in L'ultimo cacciatore
- Luciano Melani in Fuga dall'arcipelago maledetto
- Michele Kalamera in Fuga da Kayenta
- Leslie La Penna in Fatal Frames - Fotogrammi mortali